# Le Mystère (nouvelle)
Pour l’article homonyme, voir Le Mystère.
Le Mystère est une nouvelle de cinq pages d'Anton Tchekhov.

## Historique
Le Mystère est initialement publié dans la revue russe Les Éclats, numéro 15, du 11 avril 1887, sous le pseudonyme A.Tchekhonte. Aussi traduit en français sous le titre Un secret.

## Résumé
Le conseiller d’état Navaguine rentre chez lui et constate que cette année encore le dénommé Fédioukov a signé la feuille des visiteurs de son domicile. Cela fait treize années qu'à Noël et Pâques ce Fédioukov vient chez lui, mais il ne le connaît pas.
Navaguine cherche durant deux semaines qui il peut être. Un esprit qui vient se venger ? Surmontant son amour-propre, il demande son aide à Zina, sa femme, pour résoudre le mystère. Férue de spiritisme, elle appelle Fédioukov qui lui répond. Les séances de spiritisme se suivent, et un dialogue s'instaure entre Navaguine et Fédioukov.
Impressionné, Navaguine écrit un livre sur le spiritisme, sauf que le jour où il doit envoyer son ouvrage chez l'éditeur, il reçoit la visite du sacristain de la paroisse, qui s'appelle Fédioukov, et c'est lui qui signe chaque année.
Le mystère est résolu.

## Édition française
- Le Mystère traduit par Édouard Parayre, Bibliothèque de la Pléiade, éditions Gallimard, 1970  (ISBN 2-07-010550-4)